# Eötvös Károly-díj
Az Eötvös Károly-díj a Budapesti Ügyvédi Kamara Elnöksége  által 1990-ben alapított díj, Eötvös Károly politikus, országgyűlési képviselő, író, publicista ügyvéd tiszteletére.
A rendszerváltoztatást megelőzően az e díjnak megfelelő elismerést Landler Jenő-díj néven ítélték oda.
A díj a Budapesti Ügyvédi Kamarán belül a legmagasabb hivatásrendi elismerés. Azt a kamara mindenkori elnökségi Eötvös Károly díjas tagjai ítélik oda. A díjazottakat azok közül választják, akik az ügyvédi hivatás jó hírnevét öregbítve, példásan, szakmailag magas színvonalon, az ügyfelek érdekei és a törvényesség messzemenő tiszteletben tartása mellett gyakorolják hivatásukat, és közéleti elkötelezettségüket tettekkel bizonyították.
A díjban évente legfeljebb 6 személy részesülhet. A díjjal anyagi juttatással nem jár.

## Plakettje
A díj egy pajzs alakú, közepén § jellel ellátott, felső részén EÖTVÖS KÁROLY DÍJ feliratú kitűzőből és egy színes alapon ezüst színű plakettből áll. A plakett előlapjának felirata: „Eötvös Károly díj”. A plakett hátlapján a díjban részesített nevét és a díj odaítélésének évét  tüntetik fel.

## A kitüntetettek listája
| Dr. Schirilla György          | 1990.X.13.    |
| Dr. Réthi Sándor              | 1990.X.13.    |
| Dr. Kaczián Lóránt            | 1990.X.13.    |
| Dr. Visontai Kálmán           | 1990.X.13.    |
| Dr. Fejérváry Géza            | 1990.X.13.    |
| Dr. Balogh Béla               | 1991.XI.16.   |
| Dr. Barcsay Sándor            | 1991.XI.16.   |
| Dr. Bárándy György            | 1991.XI.16.   |
| Dr. Kun Tibor                 | 1991.XI.16.   |
| Dr. Orosz Balázs              | 1991.XI.16.   |
| Dr. Kubinyi Sándor            | 1993.XI.27.   |
| Dr. Asbóth Ede                | 1993.XI.27.   |
| Dr. Gayer Gyula               | 1993.XI.27.   |
| Dr. Kelecsényi Erzsébet       | 1993.XI.27.   |
| Dr. Köteles György            | 1993.XI.27.   |
| Dr. Probstner Ilona           | 1993.XI.27.   |
| Dr. Bálint Ákos György        | 1993.XI.27.   |
| Dr. Horváth Jenő              | 1995.V.27.    |
| Dr. Báthory György            | 1995.V.27.    |
| Dr. Somos András              | 1995.V.27.    |
| Dr. Németh János              | 1995.V.27.    |
| Dr. Winkler Mária             | 1995.V.27.    |
| Dr. Jármay Ildikó             | 1996.V.11.    |
| Dr. Kovács Kázmér             | 1996.V.11.    |
| Dr. Mikófalvi Bertalan        | 1996.V.11.    |
| Dr. Szász Pál                 | 1996.V.11.    |
| Dr. Bacher Vilmos             | 1998.XI.28.   |
| Dr. Marton Zoltán             | 1998.XI.28.   |
| Dr. Prandler János            | 1998.XI.28.   |
| Dr. Reviczky Károly           | 1998.XI.28.   |
| Dr. Szűcs Andrea              | 1998.XI.28.   |
| Dr. Ferenczy Attila           | 1999.II.22.   |
| Dr. Gárgyán Tibor             | 1999.II.22.   |
| Dr. id. Kárpáti László        | 1999.II.22.   |
| Dr. Szirtes János             | 1999.XI.6.    |
| Dr. Szentmiklósi Péter        | 1999.XI.6.    |
| Dr. Szecskay András           | 1999.XI.6.    |
| Dr. Kicherer V.Tamás          | 1999.XI.6.    |
| Dr. Galli István              | 2000.XI.25.   |
| Dr. Dornbach Alajos           | 2000.XI.25.   |
| Dr. Perlaki György            | 2000.XI.25.   |
| Dr. Kende Béla                | 2001.XI.10.   |
| Dr. Szász István              | 2001.XI.10.   |
| Dr. Tillmann Lajos            | 2001.XI.10.   |
| Dr. Toron János               | 2001.XI.10.   |
| Dr. Bita Judit                | 2002.XI.16.   |
| Dr. Bogsch Attila             | 2002.XI.16.   |
| Dr. Horváth József            | 2002.XI.16.   |
| Dr. Szamosi Katalin           | 2002.XI.16.   |
| Dr. Barczi Teréz              | 2003.XI.15.   |
| Dr. Felkai András             | 2003.XI.15.   |
| Dr. Goda Gyula                | 2003.XI.15.   |
| Dr. Jakab István              | 2003.XI.15.   |
| Dr. Fekete Tamás              | 2004.XI.27.   |
| Dr. Gábor László              | 2004.XI.27.   |
| Dr. Hidasi Gábor              | 2004.XI.27.   |
| Dr. Köves Péter               | 2004.XI.27.   |
| Dr. Ormai Gabriella           | 2004.XI.27.   |
| Dr. Bárándy Péter             | 2005.XI.12.   |
| Dr. Czeglédi László           | 2005.XI.12.   |
| Dr. Martonyi János            | 2005.XI.12.   |
| Dr. Trócsányi László          | 2005.XI.12.   |
| Dr. Bánáti János              | 2006.XI.11.   |
| Dr. Patay Géza                | 2006.XI.11.   |
| Dr. Zimnic János              | 2006.XI.11.   |
| Dr. Varga Ildikó              | 2006.XI.11.   |
| Dr. Szily Márta               | 2006.XI.11.   |
| Dr. Bányay Geyza              | 2007.XI.10.   |
| Dr. Subasicz Éva Magdolna     | 2007.XI.10.   |
| Dr. Hajdu István              | 2007.XI.10.   |
| Dr. S. Szabó Péter            | 2007.XI.10.   |
| Dr. Szlávnits László          | 2007.XI.10.   |
| Dr. Bánátiné Dr. Makray Ilona | 2009.II.27.   |
| Dr. Kiss Pál                  | 2009.II.27.   |
| Dr. Sátori Anna               | 2009.II.27.   |
| Dr. ifj. Vég Tibor            | 2009.II.27.   |
| Dr. Burai-Kovács János        | 2009.II.27.   |
| Dr. Sziklai János             | 2009.II.27.   |
| Dr. Bérczes Róbert            | 2010.II.26.   |
| Dr. Busch Béla                | 2010.II.26.   |
| Dr. Kiss Daisy                | 2010.II.26.   |
| Dr. Landes Judit              | 2010.II.26.   |
| Dr. Szánthó Pál               | 2010.II.26.   |
| Dr. Géczi Zsuzsanna           | 2011.II.25.   |
| Dr. Katkó Anna                | 2011.II.25.   |
| Dr. Kálmán János              | 2011.II.25.   |
| Dr. Peresztegi Sándor         | 2011.II.25.   |
| Dr. Ruttner György            | 2011.II.25.   |
| Dr. Halász Judit              | 2012.III.3.   |
| Dr. Hegedûs László            | 2012.III.3.   |
| Dr. Horváth István            | 2012.III.3.   |
| Dr. Kratochwill György        | 2012.III.3.   |
| Dr. Moldován András           | 2012.III.3.   |
| Dr. Dessewffy Alice           | 2013.III.1.   |
| Dr. Kovács Gabriella          | 2013.III.1.   |
| Dr. Papp Géza Ferenc          | 2013.III.1.   |
| Dr. Réthy Sándor              | 2013.III.1.   |
| Dr. Tóth M. Gábor             | 2013.III.1.   |
| Dr. Bálint Szilvia            | 2014.II.14.   |
| Dr. Kománovics Ibolya         | 2014.II.14.   |
| Dr. Faludi Gábor              | 2014.II.14.   |
| Dr. Fábry György              | 2014.II.14.   |
| Dr. Papp Sándor               | 2014.II.14.   |
| Dr. Bacher Gusztáv            | 2015.III.6.   |
| Dr. Bassola Zoltán            | 2015.III.6.   |
| Dr. Karsai Edina              | 2015.III.6.   |
| Dr. Krasznai András           | 2015.III.6.   |
| Dr. Stefáni Károly            | 2015.III.6.   |
| Dr. Vajda Szilvia             | 2015.III.6.   |
| Dr. Balás Éva                 | 2016.V.6.     |
| Dr. Éless Tamás               | 2016.V.6.     |
| Dr. Dudás Márta               | 2016.V.6.     |
| Dr. Gyárfás Kálmán            | 2016.V.6.     |
| Dr. Kittka András             | 2016.V.6.     |
| Dr. Prandler Katalin          | 2016.V.6.     |
| Dr. Czeglédy Magdolna         | 2017.V.12.    |
| Dr. Gulás Judit               | 2017.V.12.    |
| Dr. Papp Gábor                | 2017.V.12.    |
| Dr. Pál Lajos                 | 2017.V.12.    |
| Dr. Szalóky László            | 2017.V.12.    |
| Dr. Holczer Ferenc            | 2018.IV.13.   |
| Dr. Gyalog Balázs             | 2018.IV.13.   |
| Dr. Kraudi Adrienne           | 2018.IV.13.   |
| Dr. Pelle Andrea              | 2018.IV.13.   |
| Dr. Simon Éva                 | 2018. IV. 13. |
| Dr. Kádár András              | 2019.III.29.  |
| Dr. Oppenheim Klára           | 2019.III.29.  |
| Dr. Patyi Gergely Sándor      | 2019.III.29.  |
| Dr. Sándor Éva                | 2019.III.29.  |
| Dr. Tordai Csaba              | 2019.III.29.  |